# Onuris hatcheriana
Onuris hatcheriana är en korsblommig växtart som först beskrevs av Ernest Friedrich Gilg och George Macloskie, och fick sitt nu gällande namn av Ernest Friedrich Gilg och Reinhold Conrad Muschler. Onuris hatcheriana ingår i släktet Onuris och familjen korsblommiga växter. Inga underarter finns listade i Catalogue of Life.